# Pareuthyphlebs uvarovi
Pareuthyphlebs uvarovi es una especie de mantis de la familia Toxoderidae.

## Distribución geográfica
Se encuentra en Somalia.